# Christiane Kieburg
Christiane Kieburg, nach Heirat Christiane Kieburg-Bauer, (* 3. Februar 1956 in Berlin) ist eine ehemalige deutsche Judoka, die viermal Europameisterin war.
Christiane Kieburg vom JKK Nippon Berlin war 1975, 1978, 1979 und 1981 Deutsche Meisterin im Schwergewicht. Bei den ersten Europameisterschaften 1975 gewann sie sowohl im Schwergewicht als auch in der offenen Klasse eine Bronzemedaille. Von 1976 bis 1979 siegte sie viermal im Schwergewicht, 1976 und 1977 erkämpfte sie zusätzlich Bronze in der offenen Klasse. 1980 erhielt sie Bronze im Schwergewicht. 1981 unterlag sie im Schwergewichtsfinale der Italienerin Margerita De Cal, 1982 verlor sie das Finale gegen die Niederländerin Marjolein van Unen.
Bei den ersten Judo-Weltmeisterschaften für Frauen 1980 in New York City unterlag sie im Schwergewicht der Französin Paulette Fouillet, im Kampf um eine Bronzemedaille bezwang sie Margaret Castro aus den Vereinigten Staaten. 1980 war sie die erste Judoka, welche mit dem Goldenen Band vom Verband Deutscher Sportjournalisten Berlin-Brandenburg ausgezeichnet wurde.
Christiane Kieburg-Bauer blieb ihrem Sport auch nach ihrer aktiven Karriere verbunden. Sie war von 1989 an Präsidentin des Landesverbands Berlin und von 2009 bis 2017 erste Vizepräsidentin des Deutschen Judo-Bundes. 2020 wurde sie als erste Frau zum Ehrenmitglied vom DJB gewählt.